# María de las Mercedes Duhalde
María de las Mercedes Duhalde fue una de las primeras mujeres argentinas inscriptas para el curso inicial de la carrera de Medicina de Rosario Santa Fe, y recibió su título, en la Facultad de Ciencias Médicas, Farmacia y Ramos Menores en 1935.
María de las Mercedes Duhalde de Colombres (cédula de Identidad de la provincia de Tucumán), se casó con Nicanor Eduardo Colombres Aignasse. 
Fue designada titular, entre otras de  "Vida Vegetal" y "Psicología Aplicada" en la Escuela Mixta Juan Bautista Alberdi de Tucumán.